# Sitio de Veracruz (1860)
El Sitio de Veracruz de 1860 fue un encuentro militar parte de la Guerra de Reforma que tuvo lugar alrededor de Veracruz, México. El presidente de los conservadores Miguel Miramón sitió la capital liberal durante más de un mes, pero se vio obligado a retirarse cuando se quedó sin municiones. Parte del problema fue que no pudo bloquear el puerto marítimamente debido a la intervención de Estados Unidos frente a Antón Lizardo.